# Sofonia (nome)
Sofonia  è un nome proprio di persona italiano maschile.

## Varianti in altre lingue
- Lingue africane meridionali: Zephania[2]
- Catalano: Sofonies
- Ceco: Sofonjáš
- Croato: Sefanija
- Ebraico: צְפַנְיָה (Tzefanyah, Tzephanyah)[2][3]
- Esperanto: Cefanja
- Finlandese: Sefanias, Sefanja
- Francese: Sophonie
- Inglese: Zephaniah[2][3][4]
  - Ipocoristici: Zeph[2]
- Latino: Sophonia
- Lituano: Sofonijas
- Olandese: Zefanja, Sefanja
- Polacco: Sofoniasz
- Portoghese: Sofonias
- Russo: Софония (Sofonija)
- Slovacco: Sofoniáš
- Spagnolo: Sofonías
- Svedese: Sefanja
- Tedesco: Zefanja, Zephania
- Ungherese: Szofoniás

## Origine e diffusione

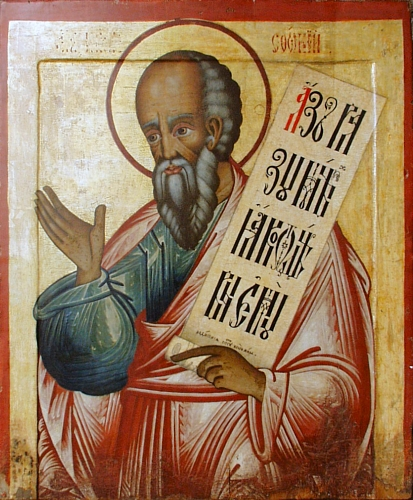
Il profeta Sofonia in un'icona russa

Deriva dal nome ebraico צְפַנְיָה (Tzefanyah), che significa "Yahweh ha nascosto" o, secondo altre fonti, "Dio protegge"; dalla stessa radice semitica su cui si basa Sofonia deriva probabilmente anche il nome Sofonisba.
Si tratta di un nome di tradizione biblica, portato nell'Antico Testamento da Sofonia, il nono dei profeti minori (oltre che da diversi altri personaggi); in Italia il culto di questa figura è molto debole, e il nome molto raro.
L'onomastico si può festeggiare il 3 dicembre in memoria di san Sofonia, profeta.

## Persone

### Variante Zephaniah
- Zephaniah Thomas, calciatore nevisiano